# Ле-Лион-д’Анже
Ле-Лион-д’Анже (фр. Le Lion-d'Angers) — коммуна на западе Франции, регион Пеи-де-ла-Луар, департамент Мен и Луара, округ Анже, кантон Тьерсе. Расположена в 22 км к северо-западу от Анже, в месте слияния рек Удон и Майен. Через территорию коммуны проходит национальная автомагистраль N162.
1 января 2016 года в состав коммуны Ле-Лион-д’Анже вошла соседняя коммуна Андинье. 
Население (2020) — 5 201 человек.

## Достопримечательности
- Церковь Святого Мартина XI-XIX веков
- Отделение Национальной школы верховой езды
- Ипподром
- Шато Сент-Эни XV-XVI веков в Андинье
- Группа дольменов

## Экономика
Структура занятости населения:
- сельское хозяйство — 5,1 %
- промышленность — 30,5 %
- строительство — 6,8 %
- торговля, транспорт и сфера услуг — 32,6 %
- государственные и муниципальные службы — 25,0 %

Уровень безработицы (2019) — 8,7 % (Франция в целом — 12,9 %, департамент Мен и Луара— 11,9 %). 

Среднегодовой доход на 1 человека, евро (2020) — 22 050 (Франция в целом — 22 400, департамент Мен и Луара — 21 790).

## Демография
Динамика численности населения, чел.

## Администрация
Пост мэра Ле-Лион-д’Анже с 2008 года занимает Этьен Глемо (Étienne Glémot). На муниципальных выборах 2020 года возглавляемый им независимый список был единственным.
| Период | Период | Фамилия     | Партия                      | Примечания                             |
| ------ | ------ | ----------- | --------------------------- | -------------------------------------- |
| 1965   | 1983   | Фернан Юбер |                             | нотариус                               |
| 1983   | 2001   | Андре Тибо  |                             | фермер                                 |
| 2001   | 2008   | Луи Солу    |                             | фермер                                 |
| 2008   |        | Этьен Глемо | Разные правые Республиканцы | специалист по управлению производством |

## Города-побратимы
- Вайвлиском, Великобритания
- Бад-Бухау, Германия
- Нивнице, Чехия

## Галерея

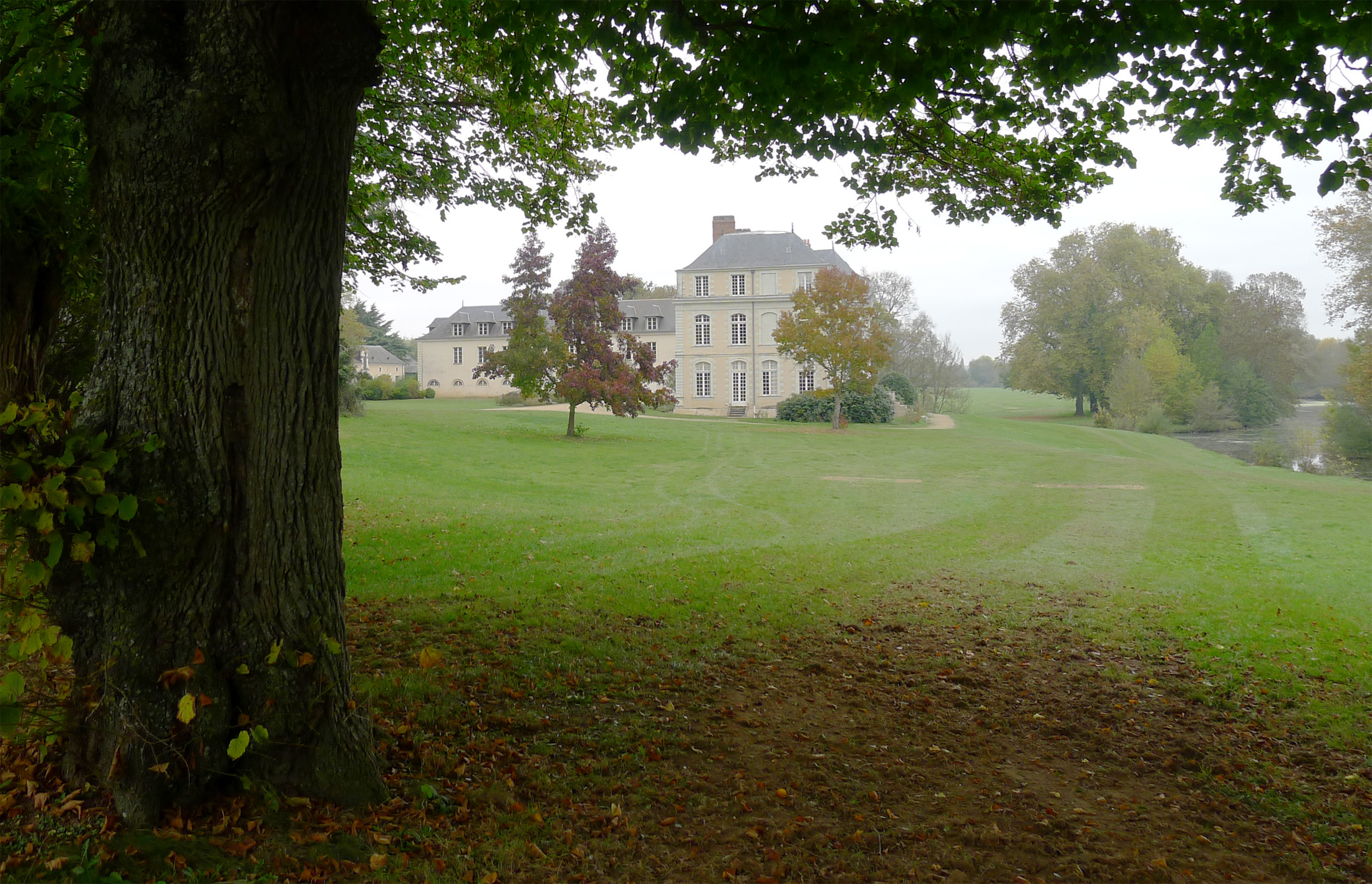
Школа верховой езды
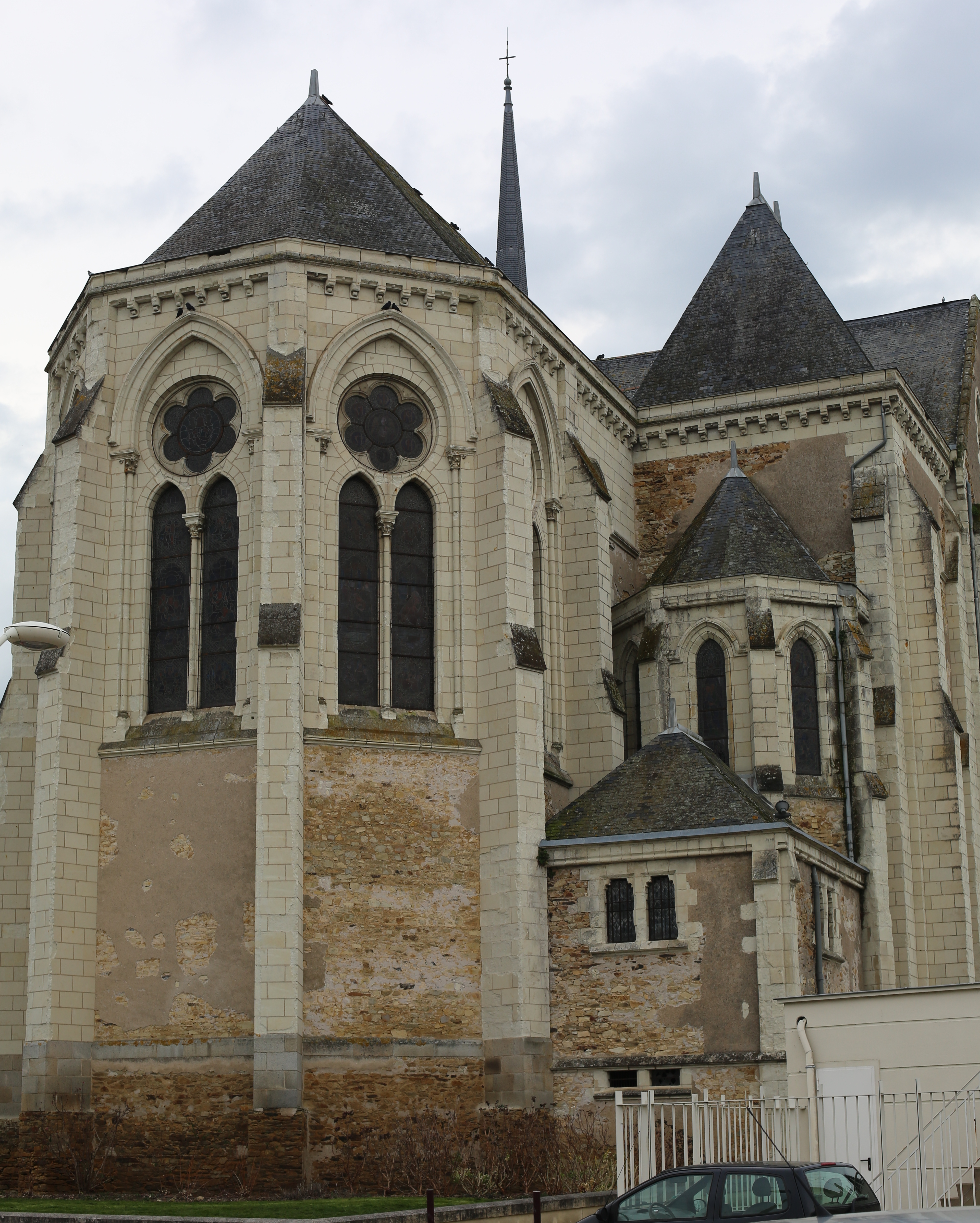
Церковь Святого Мартина